# Nieuw-Apostolische kerk (Sittard)
De Nieuw-Apostolische kerk is een kerkgebouw te Sittard, gelegen aan Stationsstraat 15.
Deze kerk, die oogt als een rijtjeshuis, werd in 1936 gebouwd, en architect was N. Reijmans. Het gebouw is in gebruik bij het Nieuw-Apostolisch Genootschap.